# Artéria cervical profunda
A artéria cervical profunda é um ramo do tronco costocervical.